# Aulonocnemis torquata
Aulonocnemis torquata är en skalbaggsart som beskrevs av Louis Albert Péringuey 1901. Aulonocnemis torquata ingår i släktet Aulonocnemis och familjen Aulonocnemidae. Inga underarter finns listade.